# Kolektor
Kolektor ist ein slowenischer Hersteller von Elektronikkomponenten und Anlagen aus Idrija und steht, berücksichtigt man den konsolidierten weltweiten Umsatz, unter den 12 größten Unternehmen des Landes.
Das Produktprogramm umfasst Anlagen zur Wasseraufbereitung, Anlagen zur Elektrizitätserzeugung aus Wasserkraft und zur Stromübertragung, sowie Komponenten für die Anwendung im Automobilbau, vor allem für die Elektromobilität. Kolektor ist Tier-2-Zulieferer der Automobilindustrie und fertigt Teile von Elektromotoren und Automatisierungslösungen.
Das Unternehmen unterhält sechs Standorte in Deutschland. Im Jahr 2017 übernahm Kolektor die Conttek GmbH im badischen Pforzheim, einen Hersteller von Metall-Kunststoff-Verbundteilen, der zu diesem Zeitpunkt rund 500 Mitarbeiter beschäftigte, sowie die Siegert electronic GmbH mit Sitz im mittelfränkischen Cadolzburg.